# Kamienica przy ul. Podgórze 5 w Sanoku
Kamienica przy ul. Podgórze 5 w Sanoku – budynek położony w Sanoku.
W maju 1908 Rada Miasta Sanoka przyznała 800 m² ziemi z łąki „Łada”, położonej przy ulicy Podgórze obok realności Elżbiety Vetulaniowej (wdowy po zmarłym w 1906 Romanie), na rzecz stworzenia tam „Przytuliska dla starców, kalek i sierot sanockich wyznania mojżeszowego”. Od 1913 budynek istniał przy przemianowanej ulicy Andrzeja Potockiego. 
Według stanu z 1931 budynek pod ówczesnym numerem 3 ulicy Potockiego należał do gminy wyznaniowej żydowskiej. W budynku istniało wtedy 12 izb. Przed 1939 w budynku przy ulicy Potockiego działała ochronka sierot żydowskich. W 1938 do adresu A. Potockiego 5 był przypisany A. Leibowicz.
W okresie PRL kamienica była ulokowana pod przemianowaną ulicą imienia Ludwika Waryńskiego. Później pod nazwą ulicy Podgórze.
Na początku XX wieku do nieruchomości jako mienia pozostawionego przez właścicieli żydowskich zgłosiła roszczenie Gmina Wyznaniowa Żydowska w Warszawie.
Budynek został wpisany do gminnej ewidencji zabytków miasta Sanoka, opublikowanej w 2015.